# Campeonato Mundial de Patinação Artística no Gelo de 2005
O Campeonato Mundial de Patinação Artística no Gelo de 2005 foi a nonagésima quinta edição do Campeonato Mundial de Patinação Artística no Gelo, um evento anual de patinação artística no gelo organizado pela União Internacional de Patinação (em inglês:  International Skating Union) onde os patinadores artísticos competem pelo título de campeão mundial. A competição foi disputada entre os dias 14 de março e 20 de março, no Luzhniki Sports Palace, localizado na cidade de Moscou, Rússia.

## Eventos
- Individual masculino
- Individual feminino
- Duplas
- Dança no gelo

## Medalhistas
| Evento                        | Ouro                                        | Prata                                            | Bronze                                      |
| Individual masculino detalhes | Stéphane Lambiel · Suíça                    | Jeffrey Buttle · Canadá                          | Evan Lysacek · Estados Unidos               |
| Individual feminino detalhes  | Irina Slutskaya · Rússia                    | Sasha Cohen · Estados Unidos                     | Carolina Kostner · Itália                   |
| Duplas detalhes               | Tatiana Totmianina · Maxim Marinin · Rússia | Maria Petrova · Alexei Tikhonov · Rússia         | Zhang Dan · Zhang Hao · China               |
| Dança no gelo detalhes        | Tatiana Navka · Roman Kostomarov · Rússia   | Tanith Belbin · Benjamin Agosto · Estados Unidos | Elena Grushina · Ruslan Goncharov · Ucrânia |

## Resultados

### Individual masculino
| Pos.                                                  | Nome                 | Nacionalidade       | Pontos | QA         | QB         | PC         | PL          |
| ----------------------------------------------------- | -------------------- | ------------------- | ------ | ---------- | ---------- | ---------- | ----------- |
| Medalha de ouro                                       | Stéphane Lambiel     | Suíça               | 262.46 |            | 38.00 (1)  | 80.28 (1)  | 144.18 (1)  |
| Medalha de prata                                      | Jeffrey Buttle       | Canadá              | 245.69 |            | 32.00 (4)  | 77.39 (3)  | 136.30 (2)  |
| Medalha de bronze                                     | Evan Lysacek         | Estados Unidos      | 239.29 |            | 32.13 (3)  | 73.42 (4)  | 133.74 (4)  |
| 4                                                     | Johnny Weir          | Estados Unidos      | 236.06 | 32.20 (4)  |            | 70.50 (9)  | 133.36 (6)  |
| 5                                                     | Li Chengjiang        | China               | 235.67 | 32.23 (3)  |            | 72.61 (6)  | 130.83 (7)  |
| 6                                                     | Brian Joubert        | França              | 235.29 |            | 33.00 (2)  | 79.66 (2)  | 122.63 (13) |
| 7                                                     | Emanuel Sandhu       | Canadá              | 231.16 | 29.73 (7)  |            | 67.30 (11) | 134.13 (3)  |
| 8                                                     | Kevin van der Perren | Bélgica             | 229.94 |            | 29.92 (8)  | 66.51 (12) | 133.51 (5)  |
| 9                                                     | Frédéric Dambier     | França              | 226.88 |            | 28.48 (11) | 68.10 (10) | 130.30 (8)  |
| 10                                                    | Timothy Goebel       | Estados Unidos      | 222.57 |            | 29.78 (9)  | 62.95 (14) | 129.84 (9)  |
| 11                                                    | Andrei Griazev       | Rússia              | 216.62 | 29.54 (8)  |            | 70.69 (8)  | 116.39 (16) |
| 12                                                    | Stefan Lindemann     | Alemanha            | 213.54 | 32.50 (2)  |            | 53.46 (23) | 127.58 (10) |
| 13                                                    | Ivan Dinev           | Bulgária            | 213.09 | 30.71 (6)  |            | 55.66 (18) | 126.72 (11) |
| 14                                                    | Kristoffer Berntsson | Suécia              | 211.97 |            | 28.21 (12) | 64.54 (13) | 119.22 (14) |
| 15                                                    | Daisuke Takahashi    | Japão               | 210.35 |            | 30.13 (6)  | 72.18 (7)  | 108.04 (18) |
| 16                                                    | Zhang Min            | China               | 208.10 |            | 30.12 (7)  | 54.81 (22) | 123.17 (12) |
| 17                                                    | Sergei Dobrin        | Rússia              | 207.20 | 31.70 (5)  |            | 58.58 (15) | 116.92 (15) |
| 18                                                    | Gheorghe Chiper      | Romênia             | 199.18 |            | 29.25 (10) | 56.87 (17) | 113.06 (17) |
| 19                                                    | Roman Serov          | Israel              | 191.21 |            | 26.89 (13) | 58.13 (16) | 106.19 (20) |
| 20                                                    | Karel Zelenka        | Itália              | 189.67 | 27.90 (10) |            | 55.55 (19) | 106.22 (19) |
| 21                                                    | Jamal Othman         | Suíça               | 186.48 | 27.08 (11) |            | 54.89 (21) | 104.51 (21) |
| 22                                                    | Sergei Davydov       | Bielorrússia        | 178.73 | 29.38 (9)  |            | 49.59 (26) | 99.76 (22)  |
| 23                                                    | Viktor Pfeifer       | Áustria             | 178.06 |            | 25.48 (14) | 54.94 (20) | 97.64 (23)  |
| 24                                                    | Evgeni Plushenko     | Rússia              | —      | 37.98 (1)  |            | 73.28 (5)  |             |
| Não avançaram para a patinação livre / programa longo |                      |                     |        |            |            |            |             |
| 25                                                    | Vakhtang Murvanidze  | Geórgia             | —      | 25.07 (12) |            | 52.59 (24) |             |
| 26                                                    | Samuel Contesti      | França              | —      |            | 30.82 (5)  | 46.80 (29) |             |
| 27                                                    | Zoltán Tóth          | Hungria             | —      | 23.35 (15) |            | 51.91 (25) |             |
| 28                                                    | Ari-Pekka Nurmenkari | Finlândia           | —      | 24.83 (13) |            | 48.85 (27) |             |
| 29                                                    | John Hamer           | Reino Unido         | —      | 23.78 (14) |            | 47.28 (28) |             |
| 30                                                    | Trifun Zivanovic     | Sérvia e Montenegro | —      |            | 24.07 (15) | 44.27 (30) |             |
| Não avançaram para o programa curto                   |                      |                     |        |            |            |            |             |
| 31                                                    | Tomáš Verner         | República Tcheca    | —      |            | 23.94 (16) |            |             |
| 32                                                    | Bradley Santer       | Austrália           | —      | 21.12 (16) |            |            |             |
| 33                                                    | Andrei Dobrokhodov   | Azerbaijão          | —      | 20.99 (17) |            |            |             |
| 34                                                    | Silvio Smalun        | Alemanha            | —      |            | 20.95 (17) |            |             |
| 35                                                    | Konstantin Tupikov   | Ucrânia             | —      | 20.71 (18) |            |            |             |
| 36                                                    | Maciej Kuś           | Polônia             | —      |            | 20.70 (18) |            |             |
| 37                                                    | Yon Garcia           | Espanha             | —      |            | 20.59 (19) |            |             |
| 38                                                    | Gregor Urbas         | Eslovênia           | —      | 20.48 (19) |            |            |             |
| 39                                                    | Aidas Reklys         | Lituânia            | —      | 19.84 (20) |            |            |             |
| 40                                                    | Ricky Cockerill      | Nova Zelândia       | —      | 17.47 (21) |            |            |             |
| 41                                                    | Alper Uçar           | Turquia             | —      |            | 16.79 (20) |            |             |
| 42                                                    | Gareth Echardt       | África do Sul       | —      | 16.47 (22) |            |            |             |
| 43                                                    | Humberto Contreras   | México              | —      |            | 16.09 (21) |            |             |
| 44                                                    | Edward Ka-Yin Chow   | Hong Kong           | —      |            | 13.86 (22) |            |             |
| WD                                                    | Takeshi Honda        | Japão               | —      |            | — (WD)     |            |             |

### Individual feminino
| Pos.                                                  | Nome                  | Nacionalidade        | Pontos | QA         | QB         | PC         | PL         |
| ----------------------------------------------------- | --------------------- | -------------------- | ------ | ---------- | ---------- | ---------- | ---------- |
| Medalha de ouro                                       | Irina Slutskaya       | Rússia               | 222.71 | 29.77 (1)  |            | 62.84 (1)  | 130.10 (1) |
| Medalha de prata                                      | Sasha Cohen           | Estados Unidos       | 214.39 |            | 28.41 (1)  | 61.37 (2)  | 124.61 (2) |
| Medalha de bronze                                     | Carolina Kostner      | Itália               | 200.56 | 26.45 (3)  |            | 60.82 (4)  | 113.29 (4) |
| 4                                                     | Michelle Kwan         | Estados Unidos       | 200.19 | 24.99 (5)  |            | 61.22 (3)  | 113.98 (3) |
| 5                                                     | Fumie Suguri          | Japão                | 196.01 | 27.19 (2)  |            | 56.28 (10) | 112.54 (5) |
| 6                                                     | Miki Ando             | Japão                | 193.14 |            | 27.66 (2)  | 59.30 (7)  | 106.18 (7) |
| 7                                                     | Elena Sokolova        | Rússia               | 189.48 |            | 24.39 (3)  | 59.63 (6)  | 105.46 (8) |
| 8                                                     | Susanna Pöykiö        | Finlândia            | 187.67 |            | 23.69 (4)  | 56.99 (8)  | 106.99 (6) |
| 9                                                     | Shizuka Arakawa       | Japão                | 185.73 | 25.79 (4)  |            | 59.95 (5)  | 99.99 (9)  |
| 10                                                    | Elena Liashenko       | Ucrânia              | 174.18 | 24.58 (6)  |            | 55.19 (11) | 94.41 (12) |
| 11                                                    | Joannie Rochette      | Canadá               | 172.99 |            | 23.65 (5)  | 56.40 (9)  | 92.94 (15) |
| 12                                                    | Júlia Sebestyén       | Hungria              | 167.56 |            | 22.91 (6)  | 52.49 (12) | 92.16 (16) |
| 13                                                    | Idora Hegel           | Croácia              | 164.97 |            | 22.33 (8)  | 48.42 (13) | 94.22 (13) |
| 14                                                    | Sarah Meier           | Suíça                | 164.68 | 22.57 (7)  |            | 44.35 (20) | 97.76 (10) |
| 15                                                    | Annette Dytrt         | Alemanha             | 163.49 |            | 22.50 (7)  | 47.93 (14) | 93.06 (14) |
| 16                                                    | Joanne Carter         | Austrália            | 163.38 |            | 20.41 (9)  | 47.37 (15) | 95.60 (11) |
| 17                                                    | Jennifer Kirk         | Estados Unidos       | 156.81 | 21.27 (9)  |            | 46.26 (18) | 89.28 (17) |
| 18                                                    | Viktória Pavuk        | Hungria              | 148.46 |            | 18.09 (12) | 46.38 (17) | 83.99 (18) |
| 19                                                    | Lina Johansson        | Suécia               | 145.94 |            | 19.39 (11) | 44.51 (19) | 82.04 (20) |
| 20                                                    | Cynthia Phaneuf       | Canadá               | 143.44 | 21.77 (8)  |            | 42.95 (22) | 78.72 (21) |
| 21                                                    | Liu Yan               | China                | 142.33 |            | 19.55 (10) | 39.80 (25) | 82.98 (19) |
| 22                                                    | Jenna McCorkell       | Reino Unido          | 142.00 | 18.58 (10) |            | 47.02 (16) | 76.40 (22) |
| 23                                                    | Candice Didier        | França               | 129.68 | 17.52 (12) |            | 43.57 (21) | 68.59 (23) |
| 24                                                    | Karen Venhuizen       | Países Baixos        | 125.58 | 17.62 (11) |            | 41.81 (24) | 66.15 (24) |
| Não avançaram para a patinação livre / programa longo |                       |                      |        |            |            |            |            |
| 25                                                    | Andrea Kreuzer        | Áustria              | —      | 16.68 (14) |            | 42.27 (23) |            |
| 26                                                    | Sara Falotico         | Bélgica              | —      |            | 17.62 (13) | 37.84 (27) |            |
| 27                                                    | Tuğba Karademir       | Turquia              | —      |            | 16.42 (15) | 38.73 (26) |            |
| 28                                                    | Roxana Luca           | Romênia              | —      | 16.71 (13) |            | 37.29 (28) |            |
| 29                                                    | Fleur Maxwell         | Luxemburgo           | —      | 16.48 (15) |            | 34.05 (29) |            |
| 30                                                    | Choi Ji Eun           | Coreia do Sul        | —      |            | 16.54 (14) | 31.67 (30) |            |
| Não avançaram para o programa curto                   |                       |                      |        |            |            |            |            |
| 31                                                    | Tamar Katz            | Israel               | —      | 16.00 (16) |            |            |            |
| 32                                                    | Sonia Radeva          | Bulgária             | —      |            | (16)\|pat= |            |            |
| 33                                                    | Laura Fernandez       | Espanha              | —      | 14.91 (17) |            |            |            |
| 34                                                    | Jelena Glebova        | Estônia              | —      |            | 14.91 (17) |            |            |
| 35                                                    | Evgenia Melnik        | Bielorrússia         | —      | 14.74 (18) |            |            |            |
| 36                                                    | Michelle Cantu        | México               | —      |            | 14.50 (18) |            |            |
| 37                                                    | Daria Timoshenko      | Azerbaijão           | —      |            | 14.33 (19) |            |            |
| 38                                                    | Gintarė Vostrecovaitė | Lituânia             | —      |            | 14.11 (20) |            |            |
| 39                                                    | Shirene Human         | África do Sul        | —      |            | 14.01 (21) |            |            |
| WD                                                    | Nina Bates            | Bósnia e Herzegovina | —      | — (WD)     |            |            |            |
| WD                                                    | Diane Chen            | Taipé Chinesa        | —      | — (WD)     |            |            |            |

### Duplas
| Pos.              | Nome                                                                          | Nacionalidade  | Pontos     | PC          | PL          |
| ----------------- | ----------------------------------------------------------------------------- | -------------- | ---------- | ----------- | ----------- |
| Medalha de ouro   | Tatiana Totmianina / Maxim Marinin                                            | Rússia         | 198.49     | 70.12 (1)   | 128.37 (1)  |
| Medalha de prata  | Maria Petrova / Alexei Tikhonov                                               | Rússia         | 188.21     | 66.94 (2)   | 121.27 (2)  |
| Medalha de bronze | Zhang Dan / Zhang Hao                                                         | China          | 180.22     | 64.19 (4)   | 116.03 (3)  |
| 4                 | Pang Qing / Tong Jian                                                         | China          | 177.33     | 64.02 (5)   | 113.31 (4)  |
| 5                 | Julia Obertas / Sergei Slavnov                                                | Rússia         | 174.43     | 61.14 (6)   | 113.29 (5)  |
| 6                 | Aliona Savchenko / Robin Szolkowy                                             | Alemanha       | 169.02     | 58.74 (8)   | 110.28 (6)  |
| 7                 | Dorota Zagórska / Mariusz Siudek                                              | Polônia        | 167.68     | 60.02 (7)   | 107.66 (7)  |
| 8                 | Utako Wakamatsu / Jean-Sébastien Fecteau                                      | Canadá         | 159.42     | 57.19 (9)   | 102.23 (8)  |
| 9                 | Valérie Marcoux / Craig Buntin                                                | Canadá         | 156.83     | 55.94 (10)  | 100.89 (9)  |
| 10                | Tatiana Volosozhar / Stanislav Morozov                                        | Ucrânia        | 156.38     | 55.75 (11)  | 100.63 (11) |
| 11                | {{subst:Usuário:Eric Duff/TestePTA\|1=USA\|pat=Rena Inoue / John Baldwin, Jr. | 155.64         | 54.98 (12) | 100.66 (10) |             |
| 12                | Kathryn Orscher / Garrett Lucash                                              | Estados Unidos | 143.16     | 44.93 (14)  | 98.23 (12)  |
| 13                | Marylin Pla / Yannick Bonheur                                                 | França         | 135.22     | 49.55 (13)  | 85.67 (13)  |
| 14                | Marina Aganina / Artem Knyazev                                                | Uzbequistão    | 123.60     | 44.44 (15)  | 79.16 (15)  |
| 15                | Oľga Beständigová / Jozef Beständig                                           | Eslováquia     | 123.40     | 42.95 (18)  | 80.45 (14)  |
| 16                | Diana Rennik / Aleksei Saks                                                   | Estônia        | 122.59     | 43.53 (16)  | 79.06 (16)  |
| 17                | Rumiana Spassova / Stanimir Todorov                                           | Bulgária       | 115.85     | 39.96 (20)  | 75.89 (17)  |
| 18                | Julia Shapiro / Vadim Akolzin                                                 | Israel         | 115.02     | 43.06 (17)  | 71.96 (18)  |
| 19                | Olga Boguslavska / Andrei Brovenko                                            | Letônia        | 108.78     | 42.72 (19)  | 66.06 (19)  |
| WD                | Shen Xue / Zhao Hongbo                                                        | China          | —          | 66.00 (3)   | — (WD)      |

### Dança no gelo
| Pos.                           | Nome                                    | Nacionalidade  | Pontos | DC         | DO         | DL         |
| ------------------------------ | --------------------------------------- | -------------- | ------ | ---------- | ---------- | ---------- |
| Medalha de ouro                | Tatiana Navka / Roman Kostomarov        | Rússia         | 227.81 | 45.97 (1)  | 68.67 (1)  | 113.17 (1) |
| Medalha de prata               | Tanith Belbin / Benjamin Agosto         | Estados Unidos | 221.26 | 42.18 (2)  | 67.54 (2)  | 111.54 (2) |
| Medalha de bronze              | Elena Grushina / Ruslan Goncharov       | Ucrânia        | 213.95 | 41.30 (3)  | 63.17 (3)  | 109.48 (4) |
| 4                              | Isabelle Delobel / Olivier Schoenfelder | França         | 211.15 | 40.51 (6)  | 60.25 (6)  | 110.39 (3) |
| 5                              | Albena Denkova / Maxim Staviski         | Bulgária       | 208.46 | 40.81 (4)  | 62.79 (4)  | 104.86 (5) |
| 6                              | Galit Chait / Sergei Sakhnovski         | Israel         | 204.31 | 39.13 (7)  | 61.19 (5)  | 103.99 (6) |
| 7                              | Marie-France Dubreuil / Patrice Lauzon  | Canadá         | 198.98 | 40.51 (5)  | 58.30 (8)  | 100.17 (7) |
| 8                              | Oksana Domnina / Maxim Shabalin         | Rússia         | 190.20 | 36.26 (8)  | 58.86 (7)  | 95.08 (8)  |
| 9                              | Federica Faiella / Massimo Scali        | Itália         | 186.90 | 36.19 (9)  | 56.13 (9)  | 94.58 (9)  |
| 10                             | Megan Wing / Aaron Lowe                 | Canadá         | 180.42 | 35.11 (10) | 52.52 (10) | 92.79 (10) |
| 11                             | Melissa Gregory / Denis Petukhov        | Estados Unidos | 173.00 | 34.40 (11) | 50.22 (12) | 88.38 (11) |
| 12                             | Sinead Kerr / John Kerr                 | Reino Unido    | 170.08 | 32.63 (12) | 50.71 (11) | 86.74 (13) |
| 13                             | Kristin Fraser / Igor Lukanin           | Azerbaijão     | 167.24 | 31.16 (14) | 48.82 (13) | 87.26 (12) |
| 14                             | Svetlana Kulikova / Vitali Novikov      | Rússia         | 166.51 | 31.21 (13) | 48.72 (14) | 86.58 (14) |
| 15                             | Nóra Hoffmann / Attila Elek             | Hungria        | 156.70 | 30.17 (15) | 45.34 (17) | 81.19 (16) |
| 16                             | Nozomi Watanabe / Akiyuki Kido          | Japão          | 155.74 | 29.20 (17) | 46.57 (15) | 79.97 (18) |
| 17                             | Anastasia Grebenkina / Vazgen Azrojan   | Armênia        | 154.84 | 28.53 (18) | 46.02 (16) | 80.29 (17) |
| 18                             | Natalia Gudina / Alexei Beletski        | Israel         | 153.33 | 28.40 (19) | 42.85 (18) | 82.08 (15) |
| 19                             | Nathalie Péchalat / Fabian Bourzat      | França         | 149.63 | 30.00 (16) | 40.71 (23) | 78.92 (19) |
| 20                             | Christina Beier / William Beier         | Alemanha       | 142.69 | 27.24 (21) | 41.66 (20) | 73.79 (20) |
| 21                             | Julia Golovina / Oleg Voiko             | Ucrânia        | 137.37 | 25.24 (23) | 41.57 (21) | 70.56 (21) |
| 22                             | Alexandra Kauc / Michał Zych            | Polônia        | 136.37 | 26.58 (22) | 40.92 (22) | 68.87 (22) |
| 23                             | Yang Fang / Gao Chongbo                 | China          | 135.65 | 27.57 (20) | 42.67 (19) | 65.41 (23) |
| 24                             | Alessia Aureli / Andrea Vaturi          | Itália         | 126.87 | 23.83 (26) | 38.66 (24) | 64.38 (24) |
| Não avançaram para dança livre |                                         |                |        |            |            |            |
| 25                             | Laura Munana / Luke Munana              | México         | —      | 23.95 (25) | 36.31 (25) |            |
| 26                             | Judith Haunstetter / Arne Hönlein       | Alemanha       | —      | 22.91 (27) | 33.00 (27) |            |
| 27                             | Olga Akimova / Alexander Shakalov       | Uzbequistão    | —      | 24.25 (24) | 31.35 (29) |            |
| 28                             | Natalie Buck / Trent Nelson-Bond        | Austrália      | —      | 21.85 (28) | 32.85 (28) |            |
| 29                             | Daniela Keller / Fabian Keller          | Suíça          | —      | 21.05 (29) | 33.23 (26) |            |
| 30                             | Anna Galcheniuk / Oleg Krupen           | Bielorrússia   | —      | 13.36 (30) | 28.14 (30) |            |

## Quadro de medalhas
| Ordem | País           | Medalha de ouro | Medalha de prata | Medalha de bronze |    | Ordem por total |
| ----- | -------------- | --------------- | ---------------- | ----------------- | -- | --------------- |
| 1     | Rússia         | 3               | 1                |                   | 4  | 1               |
| 2     | Suíça          | 1               |                  |                   | 1  | 3               |
| 3     | Estados Unidos |                 | 2                | 1                 | 3  | 2               |
| 4     | Canadá         |                 | 1                |                   | 1  | 3               |
| 5     | China          |                 |                  | 1                 | 1  | 3               |
| 5     | Itália         |                 |                  | 1                 | 1  | 3               |
| 5     | Ucrânia        |                 |                  | 1                 | 1  | 3               |
| TOTAL | TOTAL          | 4               | 4                | 4                 | 12 | —               |